# Alphonse-Hubert de Latier de Bayane
Alphonse-Hubert de Latier de Bayane (ur. 30 października 1739 w Véry, zm. 27 lipca 1818 w Paryżu) – francuski kardynał.

## Życiorys
Urodził się 30 października 1739 roku w Véry, jako syn Louisa de Latier de Bayane i Catherine de Sibeud de Saint-Ferréol. Studiował na Sorbonie, gdzie uzyskał doktorat z teologii. 17 marca 1760 roku przyjął święcenia kapłańskie. Następnie został audytorem Roty Rzymskiej i regentem Penitencjarii Apostolskiej. Po tym jak odmówił uznania Konstytucji cywilnej kleru, udał się na wygnanie do Florencji. 23 lutego 1801 roku został kreowany kardynałem in pectore. Jego nominacja na kardynała diakona została ogłoszona 9 sierpnia 1802 roku i nadano mu diakonię Sant’Angelo in Pescheria. W 1807 roku ostatecznie powrócił do Paryża. Nie udało mu się doprowadzić do zgody pomiędzy Napoleonem a Piusem VII. W 1810 roku uczestniczył w ślubie cesarza z Marią Ludwiką, przez co został jednym z „czerwonych kardynałów”. Trzy lata później został senatorem, a w 1814 – parem Francji. W 1816 roku został Wielkim Oficerem Legii Honorowej. Zmarł 27 lipca 1818 roku w Paryżu.